# ۷۷۹ (میلادی)
۷۷۹ (میلادی) هفتصد و هفتاد و نهمین سال تقویم میلادی است.

## درگذشتگان
‎